# 福井県道251号本郷福井線
福井県道251号本郷福井線（ふくいけんどう251ごう ほんごうふくいせん）は福井県福井市内に終始する国道と主要地方道を結ぶ一般県道である。

## 路線概要
市街地と同市西部山沿いの本郷地区を結ぶ役割を担う県道である。他の県道と合わせて福井市の交通を包括的に向上させている路線といえる。
ほぼ全線にわたり、旧来の道路の拡幅でなく1970年代以降の新設道路。同市三ツ屋町の三ツ屋交差点（福井県道103号福井三国線のかつての起点）以東の終点付近は、「都市計画道路明治橋開発線」として整備した4車線区間であり、完成後は終点・堀ノ宮交差点以東の区間とともに国道416号にも指定されていた（国道416号島山梨子 - 里別所バイパスの部分開通により国道指定解除）。日野川以西は1996年（平成8年）に市道として着工していたものが1998年（平成10年）に県道へ格上げとなり、自動車のすれ違いが不可能な峠越え非舗装路に代わって、西郷（せいごう）トンネル、およびそれに付随する谷越えの複数の橋梁が2002年（平成14年）10月に開通、トンネル西側の本郷地区各町、および東側の深谷町においても集落を避けバイパス化。平時はこの山越えルートを経ず、七瀬川および九頭竜川に沿うように北へ大きく迂回していた本郷地区と福井市街地との間が大幅に短縮された。また日野川渡河部分においては、河川拡幅に伴って狭く短かった明治橋の架替が必要となり、上流側に長大化した新橋梁を設置し、2005年（平成17年）5月に切り替わった。なお明治橋東詰付近から三ツ屋交差点までは2車線こそ確保しているものの、集落内を通行かつ未買収用地部分に歩道がなく大型車同士のすれ違いに注意を要する区間として残っており、明治橋架替の残事業として拡幅が計画されている。

### 路線データ
- 起点：福井県福井市一王寺町
- 終点：同市堀ノ宮町

## 接続路線
- 福井県道3号福井大森河野線（福井市一王寺町、起点）
- 国道416号（東方向は藤島通り）・明里橋通り（福井市堀ノ宮町・堀ノ宮交差点、終点）

## 沿線周辺
- 福井県立武道館
- 明治橋 - 右岸下流側の築堤に、旧橋トラスの一部をモニュメントとして設置。

## 別名
- 藤島通り（福井市深谷町・明治橋 - 同市堀ノ宮町・堀ノ宮交差点、終点）